# Стефанос Цимікаліс
Стефанос Цимікаліс (грец. Στέφανος Τσιμικάλης, 8 червня 1985, Афіни, Греція) — грецький гірськолижник з гігантського слалому.
Представляв Грецію на зивомих Олімпійських іграх 2010 у Ванкувері.